# 仙台市立沖野中学校
仙台市立沖野中学校（せんだいしりつ おきのちゅうがっこう）は、宮城県仙台市若林区沖野二丁目にある公立中学校。
仙台市南東部に位置している。学校は陸上自衛隊霞目飛行場近くにある。

## 沿革
- 1985年（昭和60年）4月5日 - 仙台市立六郷中学校より分離・開校[1]。

## 学区
- 沖野・沖野東小学校学区[2]

## 所在地
- 宮城県仙台市若林区沖野二丁目29番50号

## 行事
出典

### 対面式
通常は入学式の翌日に行われる。ここでは、新入生の言葉や、部活動紹介などが行われる。

### 1年生校外学習
毎年5月ごろに日帰りで山形県山形市にある立石寺で行われる。立石寺を上った後は、平清水焼を体験して帰仙する。コロナ禍以前は隔年で中尊寺金色堂だった時もある。

### 2年生農業体験
毎年5月ごろに2泊3日で行なわれる。行き先は秋田県の仙北市、横手市、湯沢市。コロナ禍以降は行われていない。

### 3年生修学旅行
- 4月か5月に2泊3日で東京都、神奈川県、千葉県で行なわれる。また、毎年東京ディズニーランドへ行く。東京では企業訪問、横浜でも自主研修が行われる。しかし、2011年は、東日本大震災の影響で東北新幹線が臨時ダイヤになり、団体客を受け入れるのが困難という理由でバスで行き、その分の時間がなくなったとして横浜自主研修はカットされた。2020年度以降は東京方面ではなく栃木茨城となっており、2026年度もその予定である。